# Žarnov
Žarnov (maďarsky Zsarnó) je obec na Slovensku v okrese Košice-okolí. Žije zde 451 obyvatel. Rozloha katastrálního území činí 7,2 km².
První písemná zmínka o obci pochází z roku 1332. V obci se nachází například kostel reformované církve, římskokatolický kostel Nejsvětější Trojice či kosovský zámeček.